# Linha Scarborough RT

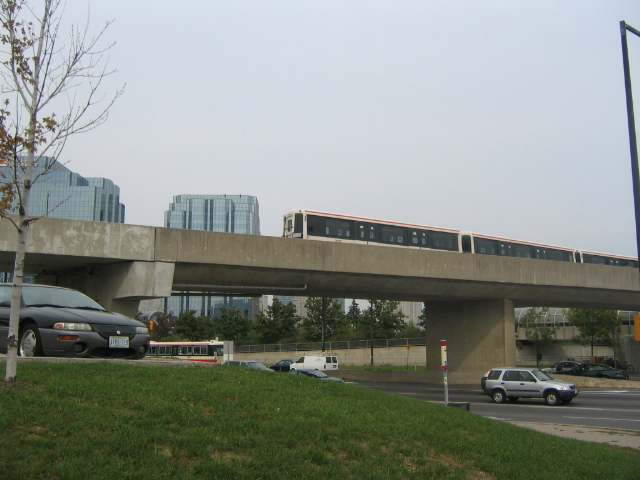
Vista de um trem do Scarborough RT.

O Scarborough RT é uma linha das quatro linhas de metrô de Toronto, possuindo 6,4 quilômetros de comprimento e cinco estações, operando primariamente ao longo da superfície. É também chamada dentro do TTC como Route 4. O Scarborough RT é uma linha totalmente diferente das outras três linhas de metrô de Toronto, possuindo trilhos e trens totalmente diferentes dos usados pelo restante do sistema de metrô de Toronto. Atualmente, com a vida útil dos trens da linha se esgotando, a prefeitura de Toronto tem se esforçado em buscar alternativas ao Scarborough RT, que opera muito acima da capacidade normal, capacidade em si muito menor do que as outras linhas de metrô da cidade.

## História
A história do Scarborough RT data desde o início da década de 1980. O TTC queria construir uma linha de bonde entre o término leste da linha Bloor-Danforth, Kennedy, com o centro financeiro da cidade de Scarborough, subúrbio de Toronto em grande crescimento populacional. O governo de Ontário pressionou o TTC que, ao invés disso, construísse uma linha de metrô elevada, com tecnologia produzida pela província. O governo de Ontário arcaria com a maior parte dos gastos da construção, e o TTC optou pelo metrô. A linha foi inaugurada em 1985, (com términos em Kennedy e McCowan), sendo totalmente isolada de vias públicas, com suas estações sendo totalmente cobertas, e apesar das diferenças, o TTC mantém o Scarcorough RT com o restante das três linhas de metrô, por questões de conveniência e administrativas.

## Críticas
Existem muitas críticas contra o Scarborough RT, entre eles, a baixa capacidade de passageiros e menor velocidade dos trens, em relação aos trens das três linhas de metrô convencional de Toronto, constantes problemas de manutenção e a inconveniência em forçar passageiros locomovendo-se entre Scarborough e a região central de Toronto em utilizar uma estação de transferência (Kennedy), problemas que foram agravados pelo alto crescimento populacional de Scarborough nas últimas duas décadas, o que tem feito muitos a proporem a extensão da linha Bloor-Danforth em direção a Scarborough Centre, e o fechamento do Scarborough RT. O congestionamento do Scarborough RT forçou o TTC a criar diversas rotas de ônibus entre o sul de Scarborough e o Scarborough Centre com a estação Kennedy da linha Bloor-Danforth, para desviar parte do tráfego de passageiros locomovendo-se entre Scarborough e Toronto.

## Trens
O Scarborough RT opera uma frota de 16 trens ICTS Mark I, cada uma com quatro vagões. Fora do horário de operação, os trens são armazenados no McCowan Yard, próxima à estação McCowan, atualmente lotada, não podendo armazenar mais trens fora do horário de operação. A manutenção dos trens do Scarborough RT é realizada primariamente no Greenwood Yard, na linha Bloor-Danforth, próxima à estação Greenwood. Apenas pequenos reparos são realizados em McCowan Yard. 
O Scarborough RT e seus trens ICTS Mark I são automatizados de tal forma que os trens possuem a capacidade de locomover-se automaticamente ao longo da rota, sem a presença de controladores, sendo controladas por computadores. Porém, por questões de segurança, o TTC utiliza controladores humanos no Scarborough RT, preferindo o controle humano e manual dos trens, cujo controle automatizado é considerada por muitos na cidade como insegura.

## Futuro
O futuro do Scarborough RT é altamente incerto, mas a maior parte dos membros da prefeitura de Toronto e especialistas em planejamento urbano e transporte público consultados pela prefeitura ou por terceiros acreditam que a linha deve ser substituída o quanto antes. A prefeitura ainda estuda diversas possibilidades, visto que os trens do Scarborough RT estão chegando próximo ao fim da vita útil. Algumas das possibilidades são:
- Acabar com o Scarborough RT, e a operação de uma rota de ônibus operando em via de acesso exclusiva dos ônibus. É considerada a opção menos atrativa pela maioria das pessoas consultadas, e a menos efetiva para solucionar o problema da falta de meios de transporte rápidos entre Scarborough e as porções ocidentais de Toronto, embora seja também a mais barata, e a opção mais rápida de ser implementada, caso torne-se efetiva. Esta opção foi efetivamente rejeitada pela prefeitura de Toronto.
- A modernização dos trens atuais. É considerada a segunda opção menos atrativa pela maioria das pessoas consultadas, e foi rejeitada pela prefeitura de Toronto.
- A compra de novos trens mais modernizados do gênero (ART Mark II, sucessores dos atuais trens ICTS que operam na linha), gerando um pequeno crescimento na capacidade da rota.
- Fazer do Scarborough RT uma rota de bondes articulados, acarretando no duplicamento da capacidade de passageiros da linha.
- Acabar com o Scarborough RT, e estender a linha Bloor-Danforth até Scarborough Centre, acarretando em um número menor de estações, mas aumentando em 1000% a capacidade da rota, e eliminando um ponto de transferência (Kennedy) considerada desnecessária. É considerada a opção mais atrativa por muitos, embora seja a mais cara de todas, na ordem dos bilhões de dólares canadenses, a mais demorada (mesmo que fosse imediatamente aprovada, a inauguração da extensão estaria prevista para somente em torno de 2012, na melhor das hipóteses), e reduziria o número de estações para dois (uma, caso o Scarborough Centre não seja contado). O Scarborough é a favor desta opção, e diversos políticos do distrito argumentam que a região desfrutaria de maiores vantagens de uma extensão da linha Bloor-Danforth do que o norte da cidade de Toronto desfrutaria de uma extensão da linha University-Spadina.

As opções que mantém o Scarborough RT como uma linha de metrô independente possuem um problema: a falta de espaço para o estacionamento dos trens fora do horário de operação. O único espaço atualmente disponível para o estoque dos trens é o McCowan Yard. Caso o Scarborough RT seja estendido, o espaço disponível no McCowan Yard seria insuficiente para armazenar os novos trens que a linha irá requerer, obrigando o TTC a construir outro campo de armazenamento de trens.

## Estações
| Nome               | Nome | Inauguração | Conexões*                                                |
| ------------------ | ---- | ----------- | -------------------------------------------------------- |
| Scarborough RT     |      |             |                                                          |
| Kennedy            |      | 1985        | 9 linhas de superfície, Linha Bloor-Danforth, GO Transit |
| Lawrence East      |      | 1985        | 01 linha de superfície                                   |
| Ellesmere          |      | 1985        | 02 linhas de superfície (T)                              |
| Scarborough Centre |      | 1985        | 13 linhas de superfície, GO Transit                      |
| McCowan            |      | 1985        | 2 linhas de superfície (T)                               |

* - Em estações marcadas com (T), passageiros conectando entre rota de superfície com o metrô e vice-versa (ou entre diferentes rotas de superfície) pagando tarifa única precisam de um transfer. Linhas de superície (ônibus e bondes) são aquelas administradas apenas pelo TTC.
Todas estações do Scarborough RT conectam-se com rotas de superfície. Das cinco estações, apenas Scarborough Centre e Kennedy são muito movimentados, por causa do grande número de rotas de superfície conectando-se com as dadas estações, e, no caso da Kennedy, também por causa do fato da estação ser um ponto de conexão entre o Scarborough RT e a linha Bloor-Danforth. O movimento das outras três estações da linha estão entre as menores do sistema de metrô da cidade, em especial, Ellesmere, a estação menos movimentada do metrô de Toronto, movimentando diariamente uma média de 950 passageiros.